# بوملکوس
بوملکوس (به هلندی: Bommelskous) یک منطقهٔ مسکونی در هلند است که در کرومسترین واقع شده‌است.